# Zdenekius smithi
Zdenekius smithi is een vliesvleugelig insect uit de familie Torymidae. De wetenschappelijke naam is voor het eerst geldig gepubliceerd in 1993 door Grissell.